# Guelmim-Smara
Guelmim-Smara (arabiska: كلميم-السمارة; franska: Guelmim-Es-Semara) var 1997–2015 en av Marockos regioner. Den hade 501 921 invånare vid den marockanska folkräkningen 2014 på en yta av 131 181 km²[källa behövs]. Regionens administrativa huvudort var Guelmim.
Den södra delen av regionen ingår i området Västsahara, som ockuperas av Marocko sedan 27 februari 1976, och av FN betraktas som ett icke självstyrande område (en koloni).

## Administrativ indelning
Regionen var indelad i fem provinser, varav en tillhör Västsahara:
Marocko
- Assa-Zag, Guelmim, Tan-Tan, Tata

Västsahara
- Smara

Även den södra delen av provinsen Assa-Zag brukar räknas till Västsahara.

## Större städer
Invånarantal enligt folkräkningen 2014.
- Guelmim (118 318)
- Tan-Tan (73 209)
- Smara (i Västsahara) (57 035)

Andra viktiga orter:
- Assa, Tata